# Culture du jeu vidéo
 (avril 2017).
- Si vous ne connaissez pas le sujet, laissez ce bandeau (vous pouvez alors contacter les auteurs).
- Si vous supprimez le contenu mis en cause (vous pouvez préalablement contacter les auteurs),

argumentez précisément cette suppression dans la page de discussion
(un manque de référence n'est pas un argument ; une recherche réelle de référence doit avoir été effectuée, être formellement documentée).
 (avril 2017).
Si vous disposez d'ouvrages ou d'articles de référence ou si vous connaissez des sites web de qualité traitant du thème abordé ici, merci de compléter l'article en donnant les références utiles à sa vérifiabilité et en les liant à la section « Notes et références ».
La culture du jeu vidéo est une forme de sous-culture médiatique nouvelle qui est influencée par le jeu vidéo. 
En effet, alors que la popularité de l'ordinateur et des jeux vidéo connaît une hausse exponentielle depuis la fin des années 1980, ils ont une influence significative sur la culture populaire. Cette forme de divertissement engendre plusieurs phénomènes de mode. La culture du jeu vidéo se développe au fil du temps, particulièrement depuis la popularisation de la cyberculture, apparue quelques années après. Dans les années 2010, l'impact de l'ordinateur et des jeux vidéo est visible dans le domaine de la musique populaire, celui du film et de la télévision, du sport et même celui de la politique. Elle soulève toutefois les problématiques de la dépendance au jeu vidéo, de l'isolement social qui en découle ainsi que de la surexposition aux écrans chez les jeunes. Cette dernière est de surcroît la première cause de l'obésité infantile.

## Démographie
En 2016, l'âge moyen pour un joueur de jeu vidéo est de 35 ans, un âge qui augmente lentement, ce qui est bien expliqué par l'idée que les personnes qui, durant leur enfance, ont joué aux premiers jeux d'arcade sur les consoles, ordinateurs personnels, et autres plates-formes alors disponibles, continuent à jouer, bien sûr sur les systèmes actuels. La répartition par sexe des joueurs est en cours d'équilibrage dans les années 2010 ; en effet, selon une étude de 2011, il y a 58 % de joueurs et 42 % de joueuses. L'ESA a signalé que 71 % des personnes âgées de six à quarante-neuf aux États-Unis ont joué à des jeux vidéo, avec 55 % des joueurs jouant sur leur téléphone ou autre appareil mobile. L'âge moyen des joueurs à travers le monde est estimé être entre 25 et 30 ans, un chiffre qui augmente à mesure que les joueurs plus âgés croissent en nombre, notamment du fait que le jeu sur appareil mobile se démocratise.

La LAN party DreamHack durant l'hiver 2004.

## Jeux en LAN
La pratique du jeu vidéo peut se faire de différentes manières, des rassemblements peuvent même prendre place dans des lieux publics. Très populaires, les LAN-parties, événements rassemblant des personnes dans le but de jouer à des jeux vidéo en utilisant un réseau local, sont souvent organisées dans des salles de grande taille. Ce genre d’événement invite souvent un grand nombre de participants n'ayant pas l'habitude de se fréquenter, ou ne se connaissant pas, à jouer ensemble et à socialiser.

## Jeux en ligne
Les jeux en ligne ont considérablement accru la culture du jeu vidéo, en même temps que la portée de cette dernière. Les jeux en ligne se sont développés à partir de jeux sur BBS et sur les ordinateurs centraux d’universités dans les années 1970 et 1980. Alors que les MUD offraient un type de multijoueur qui offrait compétition et coopération, ils le faisaient sur une portée plus limitée sur le plan géographique que celle de l'internet. L'internet a permis à des joueurs de partout dans le monde - et non seulement dans un pays ou un état - de jouer à des jeux dits en ligne avec facilité. Avec l'avènement du jeu à la demande haute performance, des jeux peuvent maintenant être lus sur des plate-formes bas de gamme qui n'auraient pas pu lire de tels jeux auparavant, et même sur des téléviseurs.
Un des titres les plus révolutionnaires dans l'histoire de jeu en ligne est Quake, qui, lors qu'il est sorti, a offert la possibilité de jouer avec seize et finalement trente-deux joueurs simultanément dans un monde en trois dimensions. Les joueurs y jouant ont rapidement commencé à établir leurs propres groupes, qui devinrent appelés des clans. Les clans ont vite su s'approprier leurs propres identités, leur propre forme d'organisation interne et même leur propre apparence. Quelques clans avaient des rivalités amicales ou hostiles et il y avait donc souvent des alliances, ou des formes de guerre qui se formaient entre les différents clans. L'interaction entre les membres du clan avait lieu tant professionnellement, c'est-à-dire durant des événements de compétition, que pendant l'occasionnelle séance de jeu, où plusieurs membres d'un clan jouaient et parlaient ensemble sur un Serveur. 
Les clans permettent aussi aux joueurs de s'entre-aider dans certaines situations, par exemple lors d'une simulation de combat, de quêtes pour avancer dans un jeu, ainsi que d'une pseudo-famille en ligne afin de socialiser de façon amicale avec les uns et les autres. 
Jouer dans un clan - aussi appelé une guilde - est donc depuis devenu un aspect important de la majorité des jeux en ligne disponibles, avec plusieurs jeux offrant des compétitions - aussi appelées tournois - reversant une certaine somme d'argent liquide aux vainqueurs. Beaucoup de clans et guildes ont aussi un grand nombre de fans actifs sur internet, qui contribuent à transformer ces compétitions en des situations quasi-professionnelles, en allant faire ce que ferait un supporter à une compétition sportive. 
Grâce à Quake, jouer à des jeux vidéo a pris une tout autre dimension. Le jeu a en effet eu un impact sur tous les genres de jeux. Que ce soit des jeux de stratégie en temps réel, de course, de jeux de cartes, même des jeux sportifs, tous peuvent maintenant être joués en ligne. Au fil du temps, les jeux en ligne ont même été portés pour les consoles, avec une majorité des jeux dits majeurs offrant un certain degré de jouabilité en ligne, allant de certaines activités pouvant être faites en ligne avec d'autres joueurs, jusqu’à de véritables villes en ligne peuplées par des personnages virtuels, contrôlés par des joueurs dans le monde réel.

### Argot et Terminologie
Certains mots et expressions sont devenus populaires auprès de la communauté des joueurs de jeux vidéo, qui en a inventé quelques-uns.
L'argot internet est semblable au Leet speak bien que celui-ci ait progressivement évolué à partir de ce dernier. 
Quelques termes sont utilisés pour décrire des événements majeurs lies aux jeux, les jeux eux-mêmes, ou encore certains  de leurs aspects. Beaucoup de jeux, particulièrement ceux en ligne, encouragent leurs communautés à créer des néologismes se référant à des événements spécifiques, des situations, des actions, ou  bien des personnages rencontres dans ces mêmes jeux. Des expressions utilisées de façon courante comprennent lol, qui se traduit en mdr (mort de rire), ou encore n00b, qui veut dire "débutant" (un terme péjoratif utilisé afin de décrire un joueur néophyte).
Les joueurs écriront parfois BRB (be right back) ou son équivalent en français, "je re" (je reviens) avant de partir d'un jeu mais seulement pendant une courte période de temps, c'est-à-dire avec l'intention d’être de retour sous peu. Une fois qu'ils sont revenus, ils peuvent le signaler en écrivant re (une forme raccourcie de "revenu"). Les joueurs qui sont ne sont plus devant leur ordinateur sont couramment dits être "AFK" (away from keyboard), ou "loin du clavier". Cela peut aussi signifier qu'ils peuvent encore voir le jeu, mais ne peuvent pas y jouer ou communiquer.  L'expression Rekt (de l'argot signifiant ruiné), occasionnellement orthographiée "Shrekt" (un jeu de mots avec le personnage Shrek) est souvent utilisée pour indiquer quand un joueur ou une entité sont tués ou détruits d'une façon violente ou dite embarrassante. Lors d'une partie d'un jeu entre deux équipes, des joueurs (en général du parti qui a perdu) diront "gg" (good game) après ou juste avant qu'un jeu en multijoueur se termine, afin de dire "bon jeu". Une autre variante de ceci est "wp" (well played) signifiant bien joué.

### Une technologie sociale ou asociale?
Il y a eu beaucoup de débats parmi des théoriciens dans le domaine des médias sur la question de si le jeu vidéo en soi est une activité sociale ou asociale. Terry Flew, des Presses universitaires d'Oxford, soutient que les jeux numériques sont « de plus en plus sociaux, une tendance qui va a l'encontre de la représentation que, de nos jours, se font des joueurs les médias, qu'ils considèrent pour la plupart être des adolescents isolés, cachés dans l’obscurité de leurs chambres à coucher, qui ne parviennent pas ou refusent à s'engager dans le monde social ». Il affirme que les jeux sont joués dans des paramètres très sociaux et publics; par exemple qu'ils sont souvent joués en famille ou avec des amis dans les espaces de vie de nos habitations.
Gosney soutient que les jeux en réalité alternée sont fondamentalement sociaux, s’appuyant sur la définition de l’intelligence collective, telle qu’elle a été formulée par Pierre Levy en 1998. Il déclare que ces derniers nécessitent une intelligence collective et de la corroboration sans précédent si l’on veut les terminer.  Selon lui, la collaboration et l’entre-aide a en effet une grande importance dans ces jeux, qui sont donc, selon lui, tout sauf une activité solitaire. 
Hans Geser ne croit pas en la vue conventionnelle que les médias ont des jeux vidéo – selon laquelle les jeux vidéo sont une activité asociale - réfutant davantage cette affirmation, déclarant qu’« il y a des preuves empiriques que Second Life sert majoritairement à étendre l’expérience de vie d’individus qui ont « réussi » dans la vraie vie, et non pas comme un outil afin de compensation pour des rates marginaux ». Il souligne ainsi que les « fantastiques possibilités sociales de Second Life », car selon lui, la récompense intangible qu’est le fait d’avoir une appartenance sociale est de la plus grande importance.
De plus, Bray et Konsynski affirment que cette technologie a la capacité d’ « enrichir la vie ». La plupart des milléniaux affirment effectivement qu’ « il n’y a pas de différence entre une amitié qui s’est faite en ligne et une qui s’est faite dans la vie réelle, et que cette technologie est utilisée par chacun pour maintenir ses réseaux sociaux et afin de planifier ses activités sociales ».

## Implications sociales des jeux vidéo
L’avènement des jeux vidéo a créé une technologie médiatique innovatrice, qui a permis aux consommateurs d'archiver, annoter, approprier et redistribuer le contenu médiatique. Ils peuvent en effet utiliser cette source médiatique comme un outil qui leur permet d'avoir accès à une connaissance de ce qui les intéresse. L'aspect communautaire des jeux vidéo a aussi eu des implications en ce qui concerne les interactions sociales et les comportements collectifs des consommateurs impliqués dans l'activité.

### L'apparition de sous-cultures
Des enquêtes ont trouvé qu’il y a un cadre social prédominant durant des rassemblements de joueurs.  Mäyrä suggère que des joueurs qui se rassemblent afin de jouer ensemble ont souvent une langue commune, se livrent à des rituels collectifs et sont souvent intéressés par des objets liés à une certaine culture tels que des accessoires ou costumes spécifiques à un jeu. Cronin et McCarthy ont aussi postulé que l’on trouvait une culture liminaire de la nourriture chez ces individus. 
De plus, les joueurs consomment des produits alimentaires bas en nutriments mais avec une valeur énergétique haute durant de longues sessions de jeu afin de contribuer aux aspects communautaires et hédonistes des jeux vidéo sociaux.